# 何嘉麗 (演員)
何嘉麗，前香港無綫電視演員，曾參與多部劇集，多演警局女CID。1986年參加TVB首屆電視小姐選舉得到前五名。

## 生平
何嘉麗成長經歷卻不愉快，幸個性樂天，中學時，她的父親因有外遇而拋妻棄子，因此何嘉麗靠媽媽工作養家，作為家中大姊的何嘉麗背起照顧弟妹責任。可是，母親每當情緒不穩，就拿何嘉麗來出氣，讓她小時候常感自己在家中是多餘的人，何嘉麗接受曾坦言以前很自卑。
何嘉麗表示跟弟妹關係也不好，妹妹在中學時變壞，甚至離家出走，兩姊妹關係疏離多年，種種經歷令她一度意志消沉，更曾想過自殺，幸在朋友及信仰支持下，繼續積極地活下去。2009年，妹妹患上骨癌，何嘉麗放下所有工作，陪伴妹妹度過最後餘生。
何嘉麗是一個基督教徒，現熱心於福音事奉工作及從業於電視廣播，如恩雨之聲。亦曾於2008年在香港旺角洗衣街與丈夫馮家俊開設星馬餐館「馬拉盞星馬美食」。2011年，其餐廳發生盜竊案。餐廳現已結業。
2012年，何嘉麗離家多年的父親，透過朋友傳口訊想跟她見面，原來父親患了晚期胃癌入院，很想跟她們會面。何嘉麗和母親到醫院探望，才知父親過去多年生活不順，還被後來的太太騙去所有金錢，更曾嘗試兩度自殺。何嘉麗最後選擇原諒了她曾抱怨多年的父親，用4個月時間照顧父親直至其過身。

## 演出作品

### 電視劇（無綫電視）
| 年份   | 劇名                           | 角色            |
| 1987年 | 義薄雲天                       | 馬儀            |
| 1987年 | 新紮師兄1988                   | 田綺玲          |
| 1987年 | 回到唐山                       | 雅香園姑娘      |
| 1988年 | 飲馬江湖                       | 阿蘭            |
| 1989年 | 義不容情                       | 陳少玲          |
| 1989年 | 末代天師                       |                 |
| 1989年 | 決戰皇城                       |                 |
| 1989年 | 天涯歌女                       | 綠萍            |
| 1989年 | 天機                           | 鳳翩翩          |
| 1990年 | 我係黃飛鴻                     | 周小娟          |
| 1990年 | 歡樂山城                       | 屈仁愛          |
| 1990年 | 零點出擊                       | 華蓁蓁          |
| 1991年 | 幹探群英                       | 方靜敏          |
| 1991年 | 血璽金刀                       | 凌湘兒          |
| 1992年 | 血濺塘西                       | 美麗嬌          |
| 1993年 | 壹號皇庭II                     | 朱美英          |
| 1994年 | 驚心都市第10集單元「紅杏驚魂」 | 馬嘉麗          |
| 1994年 | 壹號皇庭III                    | Amy             |
|        | 笑看风云                       | Amy(黄蕾的闺蜜) |
| 1995年 | 刑事偵緝檔案                   | 毛德芬          |
| 1995年 | 包青天之假琥珀                 | 倚紅            |
| 1995年 | 忘情闊少爺                     | 娟姐            |
| 1995年 | 廉政英雌                       |                 |
| 1995年 | 壹號皇庭IV                     | 陳美蓮          |
| 1995年 | 新同居關係                     | 袁慧芝          |
| 1995年 | 刑事偵緝檔案II                 | 毛德芬          |
| 1996年 | 天地男兒                       | May             |
| 1996年 | 900重案追兇                    | 施小曼          |
| 1997年 | 醉打金枝                       | 昭陽            |
| 1997年 | 皇家反千組                     | 葉詠珊          |
| 1997年 | 刑事偵緝檔案III                | 毛德芬          |
| 1997年 | 廉政追緝令                     | 麥燕萍          |
| 1997年 | 壹號皇庭V                      | 楊嘉麗娜        |
| 1998年 | 妙手仁心                       | 阿群            |
| 1998年 | 烈火雄心                       | 莊姑娘          |
| 1999年 | 反黑先鋒                       | Rita            |

### 電視劇 (香港電台)
| 年份   | 劇名                    | 角色          |
| 1993年 | 柏林週記:風仔做乜唔開心 | 偉仔、B女媽媽 |
| 1994年 | 屋簷下:家有一老         | 阿玲          |

### 電視節目（無綫電視）
| 年份      | 節目名稱                                 |
| 1992年    | 大江南北（珠江三角洲特輯，拍檔：歐瑞偉） |
| 1992-93年 | 翡翠明珠直銷站主持                       |